# The Castles of Doctor Creep
The Castles of Doctor Creep, spesso abbreviato in The Castles of Dr. Creep sulle fonti secondarie, è un videogioco pubblicato nel 1984 da Brøderbund per Commodore 64. Consiste nel riuscire a uscire dai labirintici castelli del dottor Creep, pieni di trabocchetti e creature macabre, in un'atmosfera che ricorda i vecchi film dell'orrore.
Nel 1985 cominciò a circolare anche un'espansione amatoriale non autorizzata con nuovi livelli, Dungeons of Doctor Creep. Dal 2010 SourceForge ospita una reimplementazione open source del gioco.

## Modalità di gioco
Si tratta di un complesso videogioco a piattaforme a schermata fissa, con visuale laterale su un intrico di ripiani, scale a pioli e pali da discesa.
Ogni castello è formato da numerose stanze interconnesse da passaggi, ciascuna una diversa schermata contraddistinta da un colore.
Ci sono 13 castelli di difficoltà crescente, ma affrontabili in qualsiasi ordine, per un totale di oltre 200 stanze. C'è anche un tutorial per apprendere i vari elementi del gioco, caratteristica non comune all'epoca.
Il giocatore controlla un uomo disarmato e senza capacità di salto, ma in grado di attivare interruttori e meccanismi.
C'è anche una modalità a due giocatori simultanei, che possono cooperare nella soluzione del labirinto; se i due dovessero prendere uscite verso stanze diverse, il gioco diventa a turni alterni, finché non si ritrovano nella stessa stanza.
All'inizio, e ogni volta che si cambia stanza, viene prima mostrata una mappa dell'intero castello, dove sono visibili solo le stanze già esplorate e quelle adiacenti. In questa schermata è possibile anche salvare su disco.
Gli elementi che complicano le stanze includono interruttori, chiavi, botole, teletrasporti, generatori elettrostatici letali e altri dispositivi. I nemici che si possono incontrare sono mummie e Frankenstein, questi ultimi capaci anche di usare scale e pali. Bisogna evitare di toccarli, è possibile ucciderli negli stessi trabocchetti che sono letali per il giocatore, ma anche i mostri possono in parte fare uso dei vari dispositivi.
Facendo mosse sbagliate è possibile anche rimanere intrappolati, nel qual caso l'unica opzione è il tasto per il suicidio.
Per raggiungere l'uscita finale è necessario visitare tutte le stanze e usare tutte le chiavi. C'è un limite di tempo totale, mentre per le vite si può scegliere fra tre oppure infinite. Non ci sono punteggi, ma c'è una classifica dei tempi migliori, salvabile anche su disco, solo per partite senza salvataggi e senza vite infinite.